# Ján Kadár
Ján Kadár (ur. 1 kwietnia 1918 w Budapeszcie, zm. 1 czerwca 1979 w Los Angeles) – słowacki reżyser filmowy węgierskiego pochodzenia.

## Życiorys
W roku 1921 rodzina Kadárów przeprowadziła się do Rożniawy w ówczesnej Republice Czechosłowackiej, na etnicznym pograniczu słowacko-węgierskim, gdzie Ján spędził dzieciństwo i młodość. Od roku 1936 studiował prawo na Uniwersytecie Karola w Pradze. Studia przerwał po dwóch latach, w roku 1938, po czym odbył roczny kurs fotografii i kinematografii w Szkole Rzemiosł Artystycznych w Bratysławie. Drugą wojnę światową spędził na Węgrzech pracując w obozach pracy przymusowej. W 1945 r. podjął pracę jako reżyser w stowarzyszeniu Slofis. Nakręcił tam m.in. film o odbudowie zniszczonej wojną Słowacji („Na troskách vyrastá život”, 1945). Od lipca 1946 r. mieszkał i pracował w Pradze.
Reżyserował dramaty współczesne m.in. dramat pt. „Oskarżony” i filmy wojenne z okresu II wojny światowej np. „Śmierć nazywa się Engelchen”. Najbardziej znanym dziełem Kadára jest współreżyserowany przez niego „Sklep przy głównej ulicy”, pierwszy film z Europy Wschodniej, który zdobył Oscara dla najlepszego filmu nieanglojęzycznego (w roku 1966).
Od roku 1968 mieszkał i pracował w USA (Nowy Jork, Los Angeles), gdzie prowadził twórczość filmową i telewizyjną. Za film „Lies my father told me” („Kłamstwa mojego taty”, 1975) zdobył Złoty Glob za najlepszy film nieanglojęzyczny roku. Od roku 1975 pracował jako profesor w Instytucie Filmowym (A.F.I.) w Kalifornii.
W 2005 r. na budynku przy Šafárikovej ulicy nr 2 w Rożniawie, w którym Kadár mieszkał od 1921 r., zamontowano dwujęzyczną (słowacko-węgierską) tablicę pamiątkową
.